# 4761 Urrutia
4761 Urrutia è un asteroide della fascia principale. Scoperto nel 1981, presenta un'orbita caratterizzata da un semiasse maggiore pari a 2,3390051 UA e da un'eccentricità di 0,2166851, inclinata di 25,59432° rispetto all'eclittica.